# Comuna Costiceni, Noua Suliță
Costiceni (în ucraineană Костичани, transliterat: Kostîceanî) este o comună în raionul Noua Suliță, regiunea Cernăuți, Ucraina, formată din satele Costiceni (reședința), Dumeni și Vancicăuții Mici.

## Demografie
Componența lingvistică a comunei Costiceni
     Română (96,85%)
     Ucraineană (1,85%)
     Rusă (1,25%)
     Alte limbi (0,03%)
Conform recensământului din 2001, majoritatea populației comunei Costiceni era vorbitoare de română (96,85%), existând în minoritate și vorbitori de ucraineană (1,85%) și rusă (1,25%).